# ترلبورگ ۳۸۳۰
سیارک ۳۸۳۰ (به انگلیسی: 3830 Trelleborg، نامگذاری:1986RL) سه هزار و هشتصد و سیمین سیارک کشف شده‌است که در ۱۱ سپتامبر ۱۹۸۶ کشف شد.
قدر مطلق سیارک برابر ۱۱٫۵۰ است.